# Ábrahám József (labdarúgó)
Ábrahám József (1919 – ?) magyar labdarúgó, kapus. Tagja volt a Ferencváros 1940-es bajnokcsapatának.

## Pályafutása
A felvidékről került Pozsonyba, ahol a Vas-Rapid játékosa volt. Innen igazolt az amatőr FTC csapatához 1939 augusztusában. 1939. szeptember 17-én a Szeged FC (5–1-es zöld-fehér siker) ellen mutatkozott be az élvonalban. Ősszel négy bajnoki mérkőzésen a Hlavay György, majd Dimény Lajos által edzett profi csapatban is védett (felváltva Zentai Gáborral), így a bajnokcsapat tagja lett. Ebben a szezonban egyébként négy kapus is szerepelt a bajnokságot nyert együttesben. Utolsó ferencvárosi mérkőzését a Hungária ellen játszotta decemberben. Ezt követően még szerepelt az FTC amatőr csapatában. Később az OMTK-hoz igazolt. További sorsa ismeretlen.

## Sikerei, díjai
- Magyar bajnokság
  - bajnok: 1939–40